# Leskoptev Hildebrandtova
Leskoptev Hildebrandtova (Lamprotornis hildebrandti) je středně velký druh pěvce z čeledi špačkovitých (Sturnidae).

## Znaky
Dorůstá 18 cm a váží 50–69 g. Dospělí ptáci jsou velmi výrazní, s převážně fialovou hlavou, hrdlem a hřbetem, modrozelenými křídly a ocasem, oranžovou spodinou těla, šedými končetinami, jasně červenýma očima a tmavým zobákem. Obě pohlaví se zbarvením nijak neliší.

## Rozšíření a výskyt
Vyskytuje se v otevřených lesích a křovinatých krajinách na území Keni a Tanzanie v nadmořské výšce 500–2200 m. Je pojmenována po německém přírodovědci Johannesi Hildebrandtovi.

## Ekologie
Živí se hmyzem a plody. Hnízdí ve stromových dutinách, v jedné snůšce jsou 3–4 vejce.